# Cruz Paredes
Pour les articles homonymes, voir Cruz et Paredes.
Cruz Paredes est l'une des douze municipalités de l'État de Barinas au Venezuela. Son chef-lieu est Barrancas. En 2011, la population s'élève à 26 042 habitants.

## Géographie

### Subdivisions
La municipalité est divisée en trois paroisses civiles avec, chacune à sa tête, une capitale (entre parenthèses) : 
- Barrancas (Barrancas) ;
- El Socorro (La Yuca) ;
- Masparrito (Masparrito).